# Stora översvämningen i Paris 1910

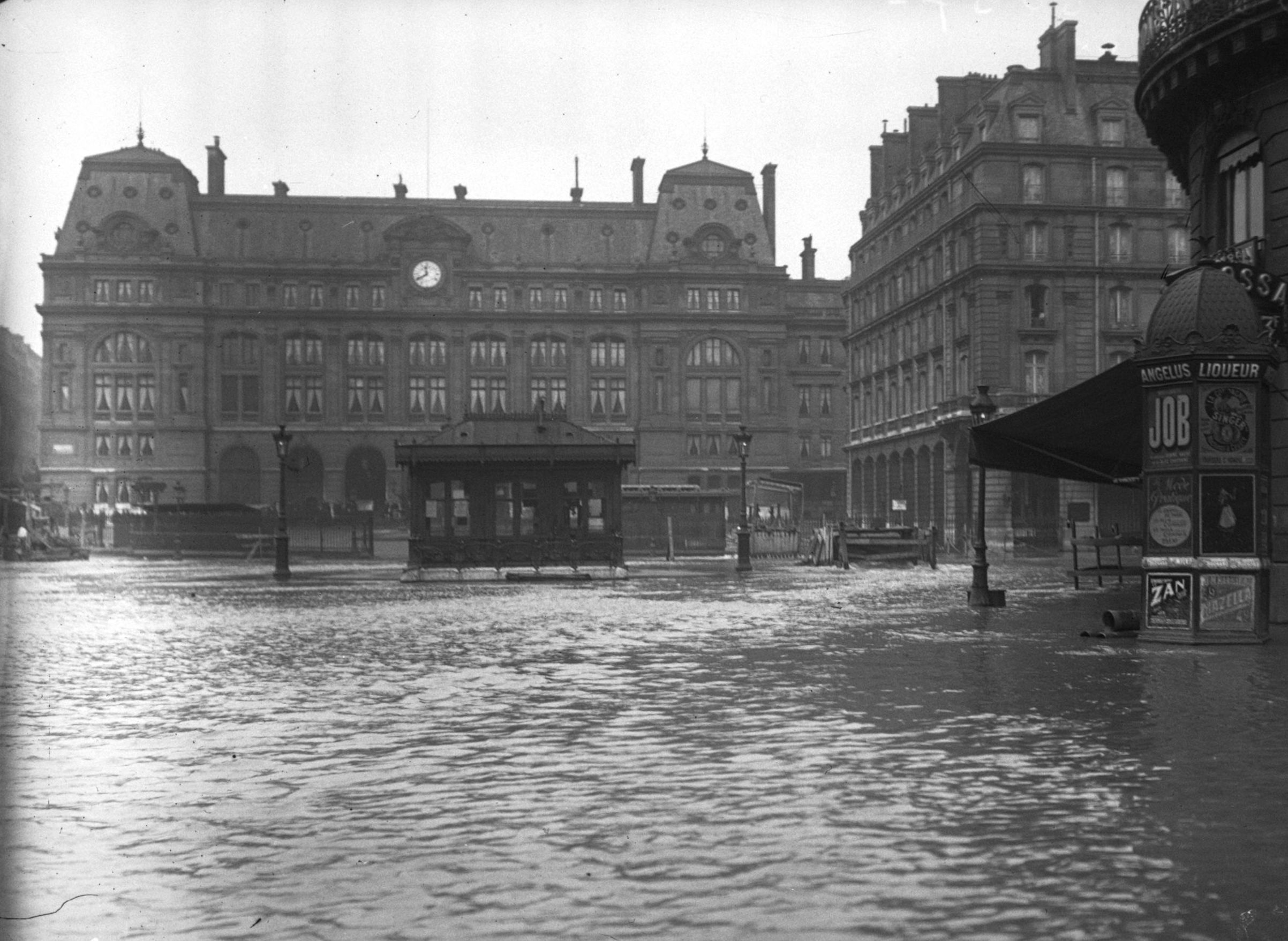
Paris gator under vatten.

Stora översvämningen i Paris 1910 (franska: Crue de la Seine de 1910) inträffade i januari 1910 då floden Seine bar med sig vinternederbörd från bifloderna (en vårflod). Frankrikes huvudstad Paris översvämmades då i en vecka. Seines vattenstånd hade då stigit åtta meter över genomsnittet.

### Fotnoter
1. ↑  7 januari 2010, The Guardian, Flooding in Paris in 1910 hämtdatum: 27 september 2014
2. ↑  ”Is Paris prepared if Seine floods?” (på engelska). BBC. 27 december 2013. http://www.bbc.com/news/world-europe-25524327. Läst 27 september 2014.